# Saint-Bruno-de-Montarville
Saint-Bruno-de-Montarville ist eine Stadt im Südwesten der kanadischen Provinz Québec. Sie liegt in der Verwaltungsregion Montérégie, rund 20 km östlich von Montreal. Die Stadt ist Teil der Agglomeration Longueuil, hat eine Fläche von 43,14 km² und zählt 26.394 Einwohner (Stand: 2016). Von 2002 bis 2006 war Saint-Bruno-de-Montarville ein Stadtteil von Longueuil.

## Geographie
Saint-Bruno-de-Montarville liegt in der Region Rive-Sud, in der Ebene zwischen dem Sankt-Lorenz-Strom und dem Rivière Richelieu. Im nördlichen Teil des Stadtgebiets erhebt sich der 218 Meter hohe Mont Saint-Bruno, der niedrigste der Montérégie-Hügel. Während die Hügelflanken steil abfallen, ist der Gipfelbereich abgeflacht und weist mehrere Bodensenken auf. In diesen liegen die Seen Lac Seigneurial, Lac des Bouleaux, Lac du Moulin, Lac à la Tortue und Lac des Atocas. Ein großer Teil des Hügels steht als Parc national du Mont-Saint-Bruno unter Naturschutz. Nachbargemeinden sind Sainte-Julie im Norden, Saint-Basile-le-Grand im Osten, Carignan im Süden, Longueuil im Westen und Boucherville im Nordwesten.

## Geschichte

Stadtwappen

1710 übertrug Philippe de Rigaud de Vaudreuil, der Gouverneur von Neufrankreich, die neu geschaffene Seigneurie Montarville an Pierre Boucher de Boucherville. 1723 wurde vermerkt, dass noch keinerlei Rodungen vorgenommen worden waren und sich noch niemand niedergelassen hatte. Die Seigneurie blieb bis 1829 in Besitz der Familie und ging danach an den Montrealer Anwalt François-Pierre Bruneau über. Im 19. Jahrhundert gab es sechs Wassermühlen, welche die Wasserkraft des Mont Saint-Bruno nutzten. Bischof Ignace Bourget schuf 1842 die Pfarrei Saint-Bruno, nachdem eine entsprechende Petition eingegangen war. Der Name erinnert an den damaligen Seigneur Bruneau und an den Heiligen Bruno von Köln; der Zusatz Montarville ist ein Portmanteauwort aus montagne (Berg) und dem Familiennamen Boucherville. Die Gründung der Zivilgemeinde erfolgte 1855, ein Jahr nach der Aufhebung der Grundherrschaft. 1958 erhielt die Gemeinde den Stadtstatus.
Die Regierung der Provinz Québec ordnete die Fusion mehrerer Gemeinden mit der Stadt Longueuil an, die am 1. Januar 2002 in Kraft trat. Saint-Bruno-de-Montarville bildete nun einen Stadtteil von Longueuil. Dieses Vorgehen stieß in Teilen der Bevölkerung auf großen Widerstand. Bei einem Referendum am 20. Januar 2004 sprachen sich 72 % der Abstimmenden für die Trennung aus, wobei das benötigte Quorum von 35 % Ja-Stimmen sämtlicher Stimmberechtigten deutlich überschritten wurde. Die Gemeinde wurde am 1. Januar 2006 neu gegründet, musste aber einige Kompetenzen an den Gemeindeverband der Agglomeration Longueuil abtreten. Saint-Bruno-de-Montarville ist Mitglied des im Jahr 2000 gegründeten Zweckverbandes Communauté métropolitaine de Montréal.

## Bevölkerung
Gemäß der Volkszählung 2011 zählte Saint-Bruno-de-Montarville 26.107 Einwohner, was einer Bevölkerungsdichte von 603,2 Einw./km² entspricht. 84,4 % der Bevölkerung gaben Französisch als Hauptsprache an, der Anteil des Englischen betrug 9,3 %. Als zweisprachig (Französisch und Englisch) bezeichneten sich 1,2 %, auf andere Sprachen und Mehrfachantworten entfielen 5,1 %. Ausschließlich Französisch sprachen 33,9 %. Im Jahr 2001 waren 87,5 % der Bevölkerung römisch-katholisch, 5,9 % protestantisch und 4,7 % konfessionslos.

## Verkehr und Wirtschaft
Dem westlichen Stadtrand entlang verläuft die Autoroute 30. Diese Autobahn umfährt den Montrealer Ballungsraum und führt weiter in Richtung Norden nach Sorel-Tracy. Sie kreuzt sich mit der überregional bedeutenden, teilweise autobahnähnlich ausgebauten Hauptstraße Route 116, die Longueuil mit Saint-Hyacinthe, Victoriaville und Lévis verbindet. Saint-Bruno-de-Montarville liegt an der Haupteisenbahnstrecke zwischen den Städten Montreal und Québec, am Bahnhof halten exo-Vorortszüge nach Mont-Saint-Hilaire. Mehrere Buslinien der Gesellschaft Réseau de transport de Longueuil erschließen die Stadt.
Ein bedeutender Wirtschaftsfaktor ist das Einkaufszentrum Promenades Saint-Bruno. Mit über 250 Geschäften ist es die größte Einrichtung dieser Art in der Region Montérégie. Am Nordwesthang des Mont-Saint-Bruno befindet sich das Wintersportgebiet Ski Saint-Bruno.

## Bilder

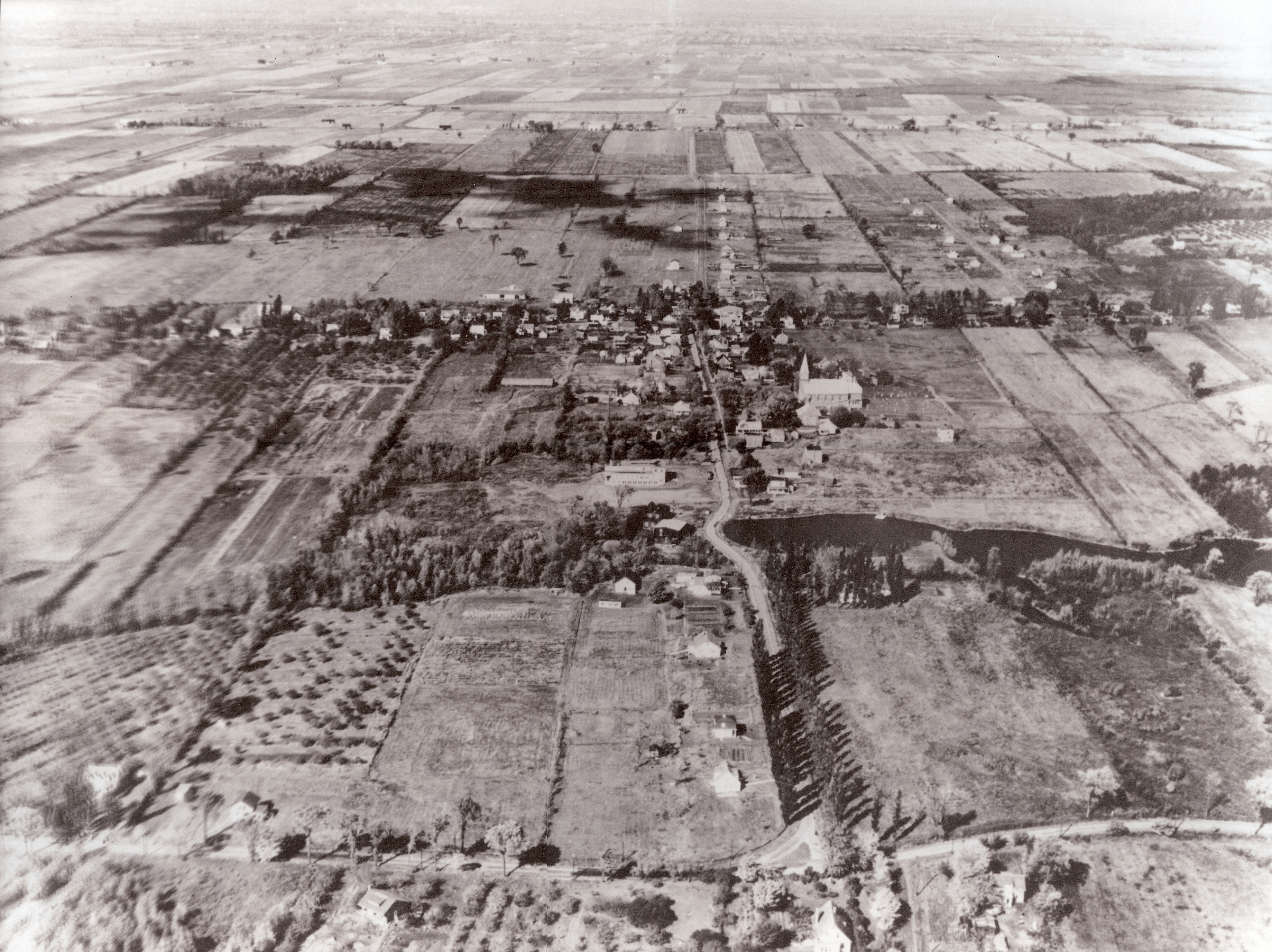
Luftansicht von 1952
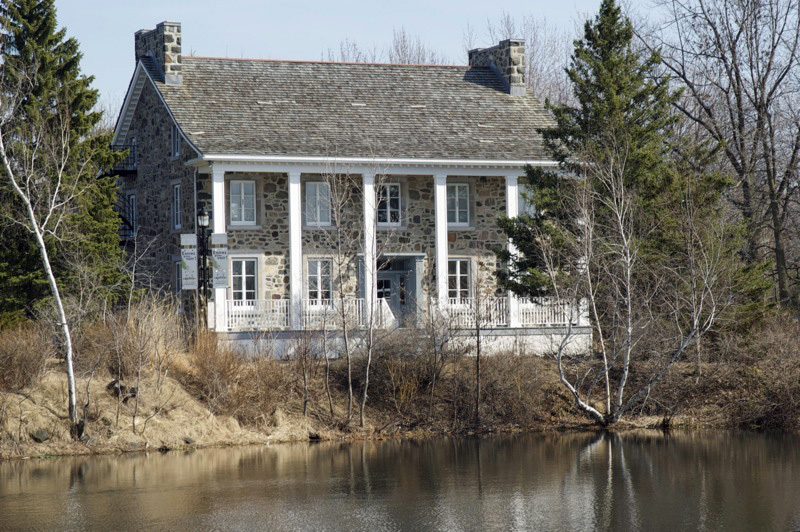
Altes Pfarrhaus
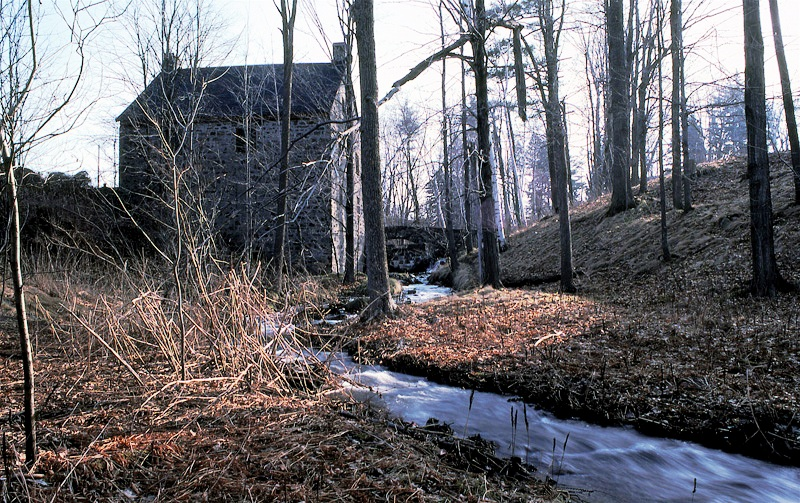
Mühle am Mont Saint-Bruno
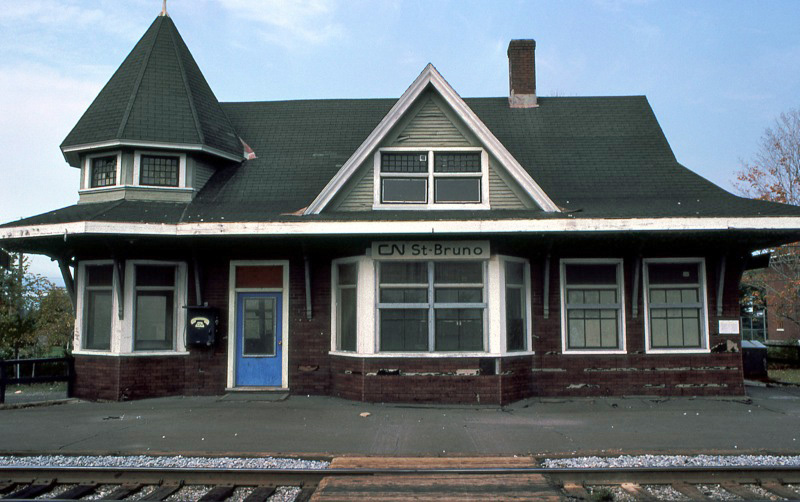
Ehemaliger Bahnhof
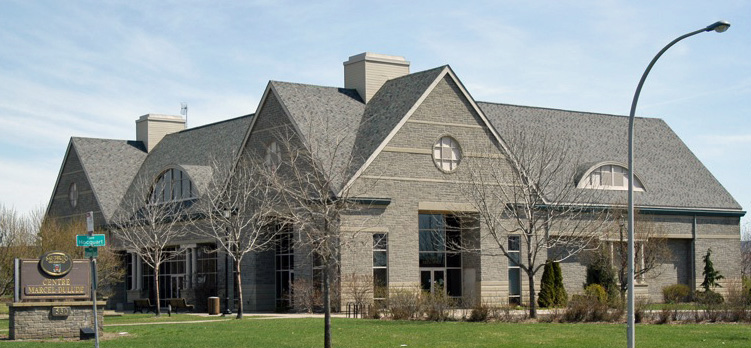
Kulturzentrum